# Владислав Бајац
Владислав Бајац (Београд, 1954) српски је књижевник, преводилац и издавач.
Аутор је више стотина текстова из области књижевности и културе. Уређивао рубрике у листу Политика (рок музика у Политици за децу) и у НИН-у (Људи). Аутор је више десетина документарних ТВ емисија о светској књижевности и култури.
Оснивач је (1993) главни уредник и директор издавачке куће „Геопоетика“ Београд.

## Биографија
Рођен је 2. јуна 1954. године у Београду, где је студирао на Филолошком факултету на Одсеку за југословенску књижевност са општом. Уз писање, бавио се новинарством, књижевним преводилаштвом и издаваштвом.
У области новинарства био је уредник за културу листа Студент (1972/73), уредник часописа Хаику. Сарадник на Другом програму Радио Београда. Уредник у радио станици Студио Б, оснивач емисије и неформалне школе новинарства Ритам срца (касније пренесене на Радио Б92 у чијим оснивачким припремама је учествовао). Био је заменик, а потом и главни и одговорни уредник часописа Rock и Huper (НО Политика).
Поезија и проза превођена су на преко двадесет страних језика (часописи, антологије). Књиге су му објављене на двадесет светских језика.
Позоришне представе по текстовима из књига извођене у иностранству (Француска, Чешка).

## Чланство
- Био је члан Удружења новинара Србије.
- Члан је Удружења књижевних преводилаца Србије.
- Члан је међународне књижевне академије, Скопље, Македонија.
- Био је један од оснивача Српског књижевног друштва и члан Управног одбора.[4]
- Био је један од оснивача Пословног удружења издавача и књижара Србије и Црне Горе и члан Управног одбора.
- Био је председник Саветодавног одбора Швајцарске фондације Pro Helvetia.
- Био је члан Управног и Надзорног одбора Народне библиотеке Србије.
- Један је од оснивача Удружења професионалних издавача Србије (УПИС) и члан Управног одбора.
- Био је потпредседник српског ПЕН центра (2006—2010) и члан Управног одбора.
- Један је од оснивача и члан Балканске Академије уметности, 2017.[5]

## Награде
- Награда Рамонда Сербика, 2012.
- Награда ПрозАрт, Скопље, 2013.
- Награда Димитрије Митриновић, 2014.
- Специјална књижевна награда Кине, 2014.
- Награда Иницијатива за књижевно превођење, Лондонски Сајам књига и Удружење издавача Велике Британије, 2018.
- Орден за заслуге у рангу заповедника Краљевине Норвешке, 2021.[6]

## Преводилачки рад

### Превод са енглеског језика
Превео више десетина књижевних текстова, као и објављених антологија (избор, превод, предговори, био-библиографија) и књиге:
- Песници бит генерације, "Свеске", Београд, 1979.
- Трип – водич кроз савремену америчку поезију (ко-приређивач Владимир Копицл), "Народна књига", Београд, 1983.
- Зен приче, "Едиција А", Београд, 1980, 1982, 1984, 1995. и 2000.
- Ленард Коен: Снага робова, "БИГЗ", Београд, 1981.
- Чан приче, "Друге свеске", Београд, 1982.
- Ленард Коен: Шта ја радим овде, "Књижевна заједница Н.Сада", Нови Сад 1987.
- Мусо Кокуши, Зен песме, "Табернакул", Скопље, 1992.

### Превод на енглески језик
- Василије Топалов: Mo On the Road to Amsterdam, 1993.  - На Београдском сајму књига, 2022.

## Објављена дела
Аутор је две књиге песама, три књиге прича, седам романа.

### Књиге песама
- Који пут до људи води, "Обелиск", Београд, 1972.
- Пут хаику, "Улазница", Зрењанин, 1988.

Награде за хаику поезију на светском конкурсу The International Itoen Haiku Poetry Contest, Токио, Јапан, 1991. и 1993.

### Књиге прича
- Европа на леђима бика, "Књижевне новине", Београд, 1988.
- Подметачи за снове, Геопоетичке басне, "Књижевне новине", Београд, 1988.

Награда "Стеван Пешић" за најбољу прозну књигу 1996.
- Гастрономадске приче, "Архипелаг", Београд, 2012.[7]
- Сабране приче, Дерета, Београд, 2017.

### Романи
- Књига о бамбусу, "Књижевне новине", Београд, 1989, "Табернакул", Скопље, 1992.[8]

Номинована међу 25 романа деценије у Југославији (Вечерње Новости), 1990.
Најужи избор за НИН-ову награду критике за роман године, 1989.
- Црна кутија, Утопија о накнадној стварности, "Нова", Београд, 1993.

Награда/стипендија "Фондације Борислав Пекић" за пројекат, први добитник 1993.
- Друид из Синдидуна, "Народна књига", Београд, 1998.[9]

Награда "Шести април" (Удружење Београђана и Удружење књижевника Србије) за најбољи роман о Београду, 1999.
Награда "Фондације Бранко Ћопић" при Српској академији наука и уметности за најбољу књигу године,1999.
Награда "Златни Бестселер" за десет најпродаванијих књига у 1998. листа "Вечерње новости" и Редакције за културу ТВ Београд.
Проглашена за Књигу године од критичара листа "Вечерње новости", 1998.
Најужи избор за НИН-ову награду критике за роман године 1998.
Номинација за награду "Меша Селимовић" за најбољу књигу године (друго место), 1998.
Номинација за међународну награду "Балканика" за најбољи роман балканских држава. Представник југословенске књижевности, Атина, Грчка, 1999.
Најужи избор за књижевну награду Атине за најбољу страну књигу, 2012.
- Бекство од биографије. Живот у осам имена, "Чигоја штампа", Београд, 2001.

Награда "Хит Либрис" Редакције за културу РТС-а за десет најчитанијих књига године.
Ужи избор за НИН-ову награду.
- Европа експрес, Роман у причама, "Чигоја штампа", Београд, 2003.

Међународна награда "Златни прстен" за стваралачки опус, 2004. Скопље, Македонија.
Ужи избор за НИН-ову награду.
- Хамам Балканија, Архипелаг 2008.[11]

Награда „Балканика“ међународног жирија за најбољу књигу на Балкану 2008.
Награда „Исидора Секулић“ за најбољу књигу у Србији 2008.
Награда „Хит Либер“ за десет најтраженијих књига у 2008.
Номинована за ИМПАК Даблин књижевну награду, 2011.
Најужи избор за НИН-ову награду.
- Хроника сумње, Београд 2016.

Награда „Меша Селимовић“ за најбољу књигу у Србији 2017.
Најужи избор за НИН-ову награду, 2017.
Најужи избор за регионалну награду Мирко Ковач, 2017.